# 2010年エアセル・チェンナイ・オープン
2010年エアセル・チェンナイ・オープン(2010 Aircel Chennai Open)は、2010年1月4日から1月10日にかけてインド・チェンナイのSDATテニススタジアムにて開催された男子プロテニスツアーのATPツアートーナメント大会である。サーフェスは屋外ハードコート。大会グレードは250シリーズに属す。本年で通算15回目の開催となる。

## シングルス

### シード選手
| 国             | ランク                   | ランク1 | シード |
| -------------- | ------------------------ | ------- | ------ |
| スウェーデン   | ロビン・セーデリング     | 8       | 1      |
| クロアチア     | マリン・チリッチ         | 14      | 2      |
| スイス         | スタニスラス・ワウリンカ | 21      | 3      |
| セルビア       | ヤンコ・ティプサレビッチ | 38      | 4      |
| イスラエル     | ドゥディ・セラ           | 43      | 5      |
| ドイツ         | シモン・グロイル         | 59      | 6      |
| ドイツ         | ミヒャエル・ベラー       | 74      | 7      |
| アメリカ合衆国 | ラジーブ・ラム           | 79      | 8      |

### 主催者推薦
以下の3名が主催者推薦で本戦に出場した。
- ロハン・ボパンナ
- ソムデヴ・デヴァーマン
- カルロス・モヤ

### 予選勝者
以下の4名が予選を勝ち上がり本戦に出場した。
- プラカシュ・アムリトラジ
- ルーク・ソーレンセン
- ジェームス・ワード
- 楊宗樺

## 優勝

### シングルス
マリン・チリッチ def.  スタニスラス・ワウリンカ, 7-6(2), 7-6(3)
- チリッチが同大会2連覇。今シーズン初、キャリア通算4度目のツアーシングルスタイトル獲得となった[1]。

### ダブルス
マルセル・グラノジェルス /  サンティアゴ・ベントゥーラ def.  盧彦勳 /  ヤンコ・ティプサレビッチ 7-5, 6-2
- グラノジェルスが今シーズン初、キャリア通算4度目のツアーダブルスタイトル獲得となり、ベントゥーラにとって今シーズン初、キャリア通算4度目のツアーダブルスタイトル獲得となった[2]。